# Podolestes buwaldai
Podolestes buwaldai är en trollsländeart som beskrevs av Maurits Anne Lieftinck 1940. Podolestes buwaldai ingår i släktet Podolestes och familjen Megapodagrionidae. Inga underarter finns listade i Catalogue of Life.